# Sònia Bagudanch
Sònia Bagudanch   (Mata, 1987) és una periodista catalana que ha treballat a El Punt, Diari de Girona, Diari d'Andorra i a l'Agència Catalana de Notícies. És membre del Grup de Periodistes Ramon Barnils i col·laboradora de Ràdio Terra i Mèdia.cat, entre d'altres.
Va formar part del grup impulsor del documental Operació Garzón contra l'independentisme català (2012) i l'any següent va publicar Et presento el jutge Garzón, un llibre en què analitza la vessant més controvertida de Baltasar Garzón, definit com a «vanitós, mediàtic, mediocre, furtiu i expulsat».

## Obra publicada
- Et presento el jutge Garzón, Saldonar, 2013, ISBN 978-84-941164-0-7